# Nebojša Krupniković
Nebojša Krupniković (sinh ngày 15 tháng 8 năm 1973) là một cầu thủ bóng đá người Serbia.

## Sự nghiệp câu lạc bộ
Nebojša Krupniković đã từng chơi cho Gamba Osaka và JEF United Chiba.

## Thống kê câu lạc bộ

### J.League
| Đội              | Năm       | J.League | J.League | J.League Cup | J.League Cup | Tổng cộng | Tổng cộng |
| Đội              | Năm       | Trận     | Bàn      | Trận         | Bàn          | Trận      | Bàn       |
| ---------------- | --------- | -------- | -------- | ------------ | ------------ | --------- | --------- |
| Gamba Osaka      | 1997      | 27       | 9        | 6            | 2            | 33        | 11        |
| Gamba Osaka      | 1998      | 13       | 2        | 2            | 0            | 15        | 2         |
| JEF United Chiba | 2006      | 25       | 5        | 10           | 0            | 35        | 5         |
| Tổng cộng        | Tổng cộng | 65       | 16       | 18           | 2            | 83        | 18        |